# Industriekanal
L'Industriekanal o Canal de la Indústria és un canal navegable al port d'Hamburg excavat el 1924 per a eixamplar el port des del canal Tidekanal a l'estat d'Hamburg. Via el Tidekanal, està connectat directament amb l'Elba, i per això està sotmès al moviment de la marea.
Des de 1973 fins a 2003 s'organitzava un cinema al cel obert Autokino a la punta occidental del canal terraplenada enllà del carrer Moorfleeter Straße. Problemes d'emanacions tòxiques sortint del terra de terrapelanament van conduir a tancar la institució que tenia estatut de “lloc de cult” i de llibertat per a tota una generació.

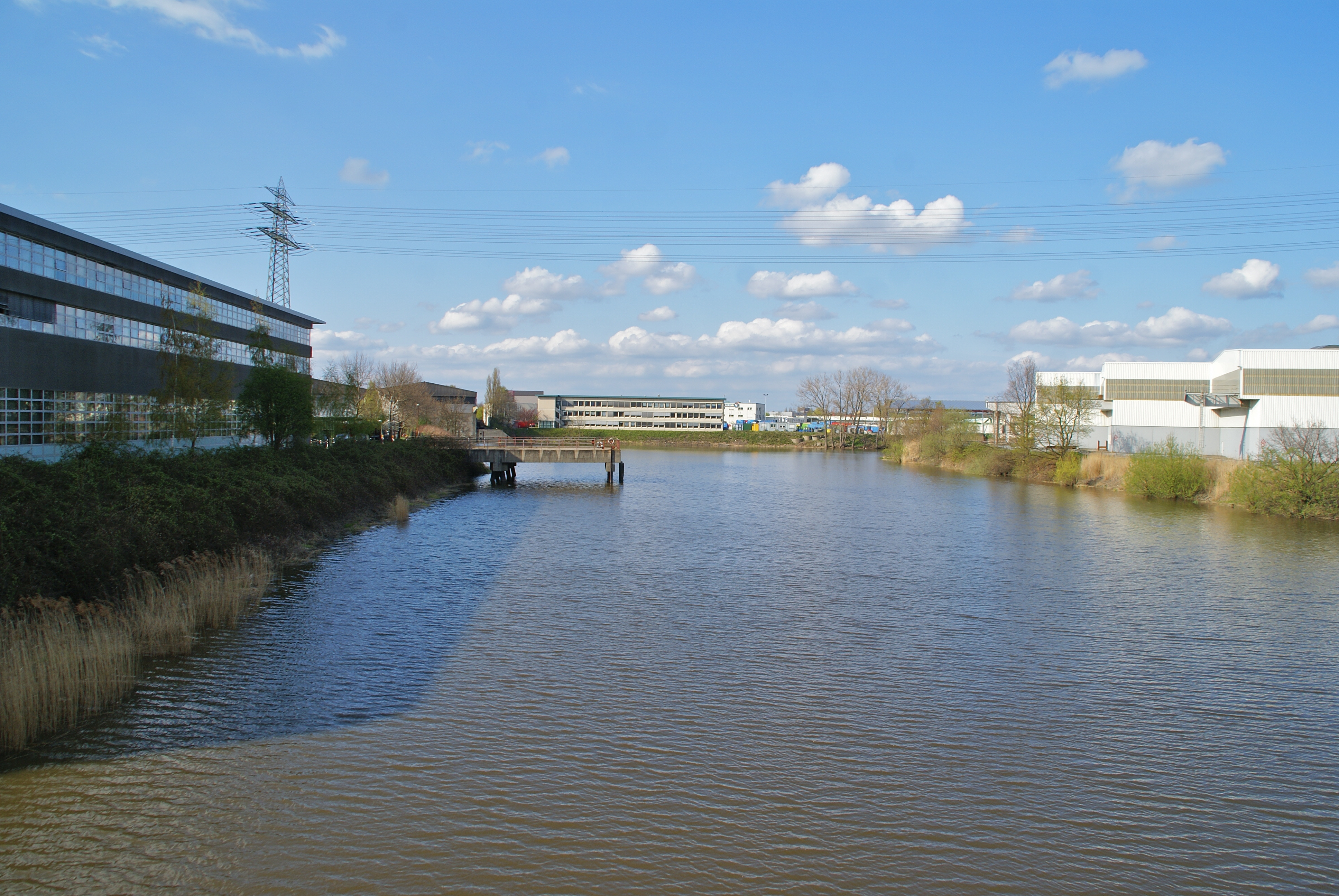
El canal en direcció oest
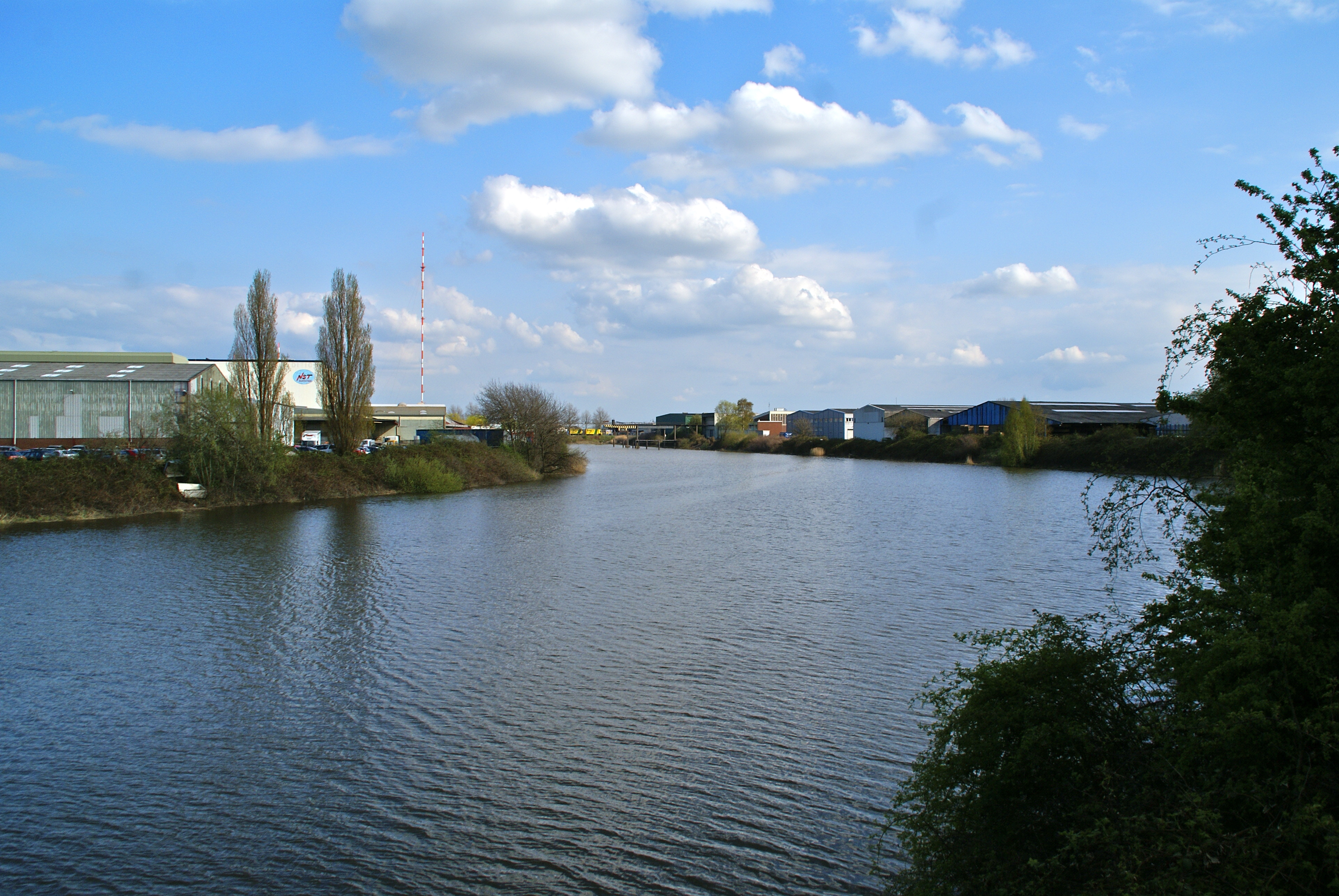
El canal en direcció est
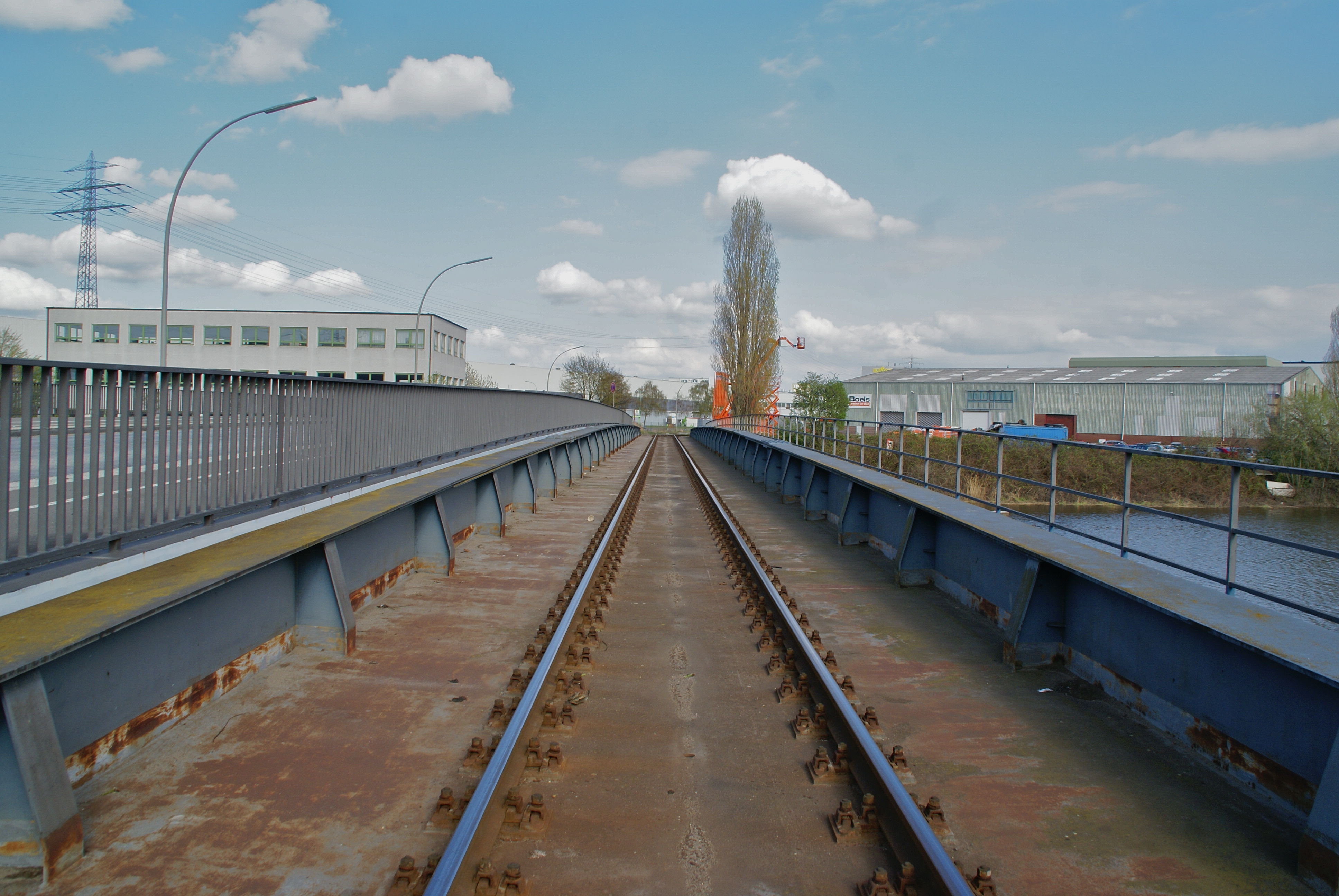
Pont del ferrocarril industrial al canal

## Connecta amb
- Tidekanal